# Benimodo
Benimodo es un municipio de la Comunidad Valenciana, España, perteneciente a la provincia de Valencia, en la comarca de la Ribera Alta. Cuenta con una población de 2316 habitantes (INE 2024).

## Toponimia
El topónimo deriva del árabe بني مودود (banī Mawdūd), «hijos de Maudúd» según información de Miguel Asín Palacios

## Geografía[2]
El municipio de Benimodo se encuentra en el centro de la comarca de la Ribera Alta. El término municipal ocupa una superficie de 12,52 km², mayoritariamente de terreno plano, que se extiende desde el cauce del río Seco hasta el suroeste.
Limita al sur con la Alcudia; al oeste, con Tous; y al norte y al este, con Carlet.
El “eclavament de Ressalany”, que recibe el nombre de un antiguo poblado morisco que pertenecía al señorío de la Alcudia, está situado a 14 km de la localidad, muy cerca de Massalavés y Alberique. Ahí se encuentra el paraje natural de “els Ullals del Riu Verd”, donde nace el río.
El clima es templado; las lluvias se producen en otoño y primavera.
Desde Valencia, se accede a esta localidad a través de la A-7 y luego tomando la CV-524 para acceder finalmente por la CV-546.
También se puede acceder a través de la línea 1 de Metro de Valencia.

### Localidades limítrofes
El término municipal de Benimodo limita con las siguientes localidades:
Alberique, Alcira, La Alcudia, Carlet, Guadasuar, Masalavés y Tous, todas ellas de la provincia de Valencia.

## Historia[3]
Los primeros pobladores encontrados en el término municipal de Benimodo pertenecen a la Edad de Bronce (1800-1200 a. C.), según indican los restos arqueológicos localizados en el paraje montañoso de Coves del Truig. En períodos posteriores se establecieron otros asentamientos, como el yacimiento de l’Alteró de la Sénia, de época romana, en el que se ha encontrado material arqueológico (mayoritariamente cerámica) perteneciente al siglo I d. C.
Sin embargo, el verdadero origen de Benimodo es islámico. como lo testimonia su nombre, que deriva de Bani-Mudar o Bani-Mawdud, que hacen referencia a una tribu árabe. Por otro lado, también disponemos de restos arqueológicos en esta zona que corresponden a este período histórico.
La evolución en el tiempo del nombre árabe derivó en Benimòdol, primer topónimo que aparece documentado en las fuentes escritas a finales del siglo XIII, años después de ser dado por el rey Jaume I a Pere de Montagut en compañía de otras alquerías que conformaban el señorío de Carlet. Este señorío quedó en posesión de su hijo Pelegrí de Montagut y posteriormente a manos de sus sucesores, hasta que pasó a los Vilanova, quienes lo vendieron a los jurados de la ciudad de Valencia en 1374, para ser nuevamente comprado en 1375 por Gonçal de Castellví, con el que se iniciaría un nuevo linaje.
Durante la “Germania”, la población sufrió las consecuencias de la revuelta, ya que fue saqueada en 1522 por los “agermanats”. Estando el señorío en posesión de los Castellví, la parroquia de Benimodo fue erigida en rectoría de moriscos cuando en 1535 se produjo el desmembramiento de la de Carlet y se declaró libre en 1550. En 1609 fueron expulsados los moriscos de Benimodo, y el municipio quedó prácticamente despoblado. Este hecho condiciona el futuro del pueblo, el cual se desarrolló con una lenta recuperación demográfica y económica.
La iglesia de la Inmaculada Concepción fue construida en el siglo XVIII sobre otra anterior, que probablemente fuera edificada en el siglo XVI sobre la antigua mezquita.
Del siglo XVI al XVIII, además de la agricultura tradicional mediterránea, tuvo vital importancia el cultivo y la manufactura artesanal de la seda. El final del siglo XIX se caracteriza por la expansión del cultivo de la viña y el constante ensanche de los regadíos, lo cual aceleró el ritmo de crecimiento de la población.
El período comprendido por la segunda década de 1900 y los años de la Segunda República se caracteriza por un importante desarrollo local que permitió la construcción de singulares edificios: cementerio, casinos, escuelas públicas, fuentes, etc. Además, coincidió con el auge del sector agrario, ya que se pusieron las bases de la futura expansión de la naranja a lo largo del siglo XX.
Este desarrollo se vio truncado al estallar la Guerra Civil en 1936. A lo largo del siglo XX se mantiene un crecimiento moderado de la población, desde finales de este siglo y principios del XXI, momento en el cual tiene lugar una fuerte expansión urbanística que ocasiona un aumento de la población.
En Benimodo vivió y murió José María Ots Capdequí, nacido en Valencia, historiador especializado en el estudio de las instituciones españolas en la América Hispánica durante la época del imperio español.

## Demografía
Benimodo cuenta con una población de 2316 habitantes (INE 2024).
| Gráfica de evolución demográfica de Benimodo entre 1842 y 2021                                                      |
| |
| Población de derecho según los censos de población del INE Población de hecho según los censos de población del INE |

Tiene una densidad de población de 183,2 personas/km². Este dato es mucho menor que el de la densidad de población de Valencia (232,8) y de la Comunidad Valenciana (214,4).

## Economía
Basada tradicionalmente en la agricultura y la ganadería. El regadío se nutre con las aguas de la Acequia Real del Júcar, del río Verde y de pozos, elevadas mediante motor. Los cultivos más extendidos son arroz, naranjas, frutales, hortalizas y cereales; en el secano se produce uva moscatel. Tiene cierta importancia la ganadería vacuna, dedicada a la obtención de leche, y la porcina.
En la actualidad se ha producido un desarrollo industrial; una de las empresas situada en el término de Benimodo es la multinacional "Frudesa", y también existen empresas del sector del mueble.

## Administración y política
| Periodo   | Nombre                   | Partido   |
| --------- | ------------------------ | --------- |
| 1979-1983 | Manuel Bertí             | PSPV-PSOE |
| 1983-1987 | Manuel Bertí             | PSPV-PSOE |
| 1987-1991 | Manuel Bertí             | PSPV-PSOE |
| 1991-1995 | Manuel Bertí             | PSPV-PSOE |
| 1995-1999 | Manuel Bertí             | PSPV-PSOE |
| 1999-2003 | Manuel Bertí             | PSPV-PSOE |
| 2003-2007 | José Luis Sanchis Oliver | PSPV-PSOE |
| 2007-2011 | José Luis Sanchis Oliver | PSPV-PSOE |
| 2011-2015 | Francisco Teruel Machí   | PP        |
| 2015-2019 | Francisco Teruel Machí   | PP        |
| 2019-2023 | Francisco Teruel Machí   | PP        |
| 2023-act. | Francisco Teruel Machí   | PP        |

### Representantes municipales (legislatura 2023-2027)

#### Partido Popular (PP):
- Francisco Teruel Machí (Alcalde).
- Rafael Martínez Fluxa (Primer teniente de alcalde / Concejalías de seguridad ciudadana y movilidad, agricultura y medio ambiente, y protección animal).
- María Valero Herrero (Segunda teniente de alcalde / Concejalías de infancia, juventud, conservación de parques, promoción lingüística, deportes e informática).
- Alejandro Jiménez Ortiz (Tercer teniente de alcalde / Concejalías de deporte y sanidad).
- María José Martínez Machí (Concejalía de cultura).
- María del Carmen Vanaclocha Bonet (Concejalías de servicios municipales y servicios sociales).
- Bernardo Vanaclocha Valero (Concejalías de educación, fiestas y toros).

#### Partido Socialista Obrero Español (PSPV-PSOE):
- David Rodríguez Otegui.
- Hermelina Puig Galdón.
- Francisco Cerdà Boix.
- Iván Delicado Caballero.
Fuente:

### Consejos municipales[8]

#### Consejo agrario municipal.
Miembros:
- José Puig Miravalls, en representación de la Comunidad de Regantes del Canal Xúquer-Túria.
- Miguel Ángel Vegas Cardona, en representación de Cooperativa Agrícola “San Felipe Benicio”.
- Sergio Tormos Ferrer, en representación de Unión General de Trabajadores.
- Pepa Ocheda Tortosa y Manolo Bertí Puig, en representación de Unión de Labradores y Ganaderos (La Unión).
- Vicente Lorente Martínez y Rafael Martínez Escoms, en representación de la Asociación Valenciana de Agricultores (AVA-Benimodo).

#### Consejo municipal de cultura y fiestas.
Miembros:
- Ana Isabel Artés Ferrer (titular) e Inmacula Martínez Ferrer (suplente), en representación del Grupo Ecologista “Ressalany”.
- Estel Roig Dolzà (titular) y Núria Roig Dolzà (suplente), en representación de la Sociedad Unión Musical de Benimodo.
- José Vicente Rosell Climent (titular) y José Javier Pérez Ferrer (suplente), en representación de la Big Band de Benimodo.
- María Jesús Galbis Lacueva (titular) y María Rita Rocher González (suplente), en representación de la Coral Polifónica de Benimodo.
- José Miguel Mir Marín y Carlos Machí Machí (titulares) y Loli Buades Vendrell González (suplente), en representación de la Falla Tafarraeta.
- José Mª Usina Machí (titular) y Santiago Alarcos Cárcel (suplente), en representación de la Agrupación Local del Partido Popular de Benimodo.
- Paula Pilsa Doménech (titular), Enrique Ortega García (suplente) y Eugenio Machí Buades y Enrique Ortega García (suplentes), en representación del Grupo Socialista de Benimodo.
- Pau Armengol Machí (titular) y Marisa Machí Tarròs (suplente), en representación de la Agrupación de Izquierdas de Benimodo.

#### Consejo municipal de juventud y deportes.
Miembros:
- Vicente Herrán Sánchez (titular) y Bernardo Vanaclocha Valero (suplente), en representación de la Peña de Atletismo de Benimodo.
- Enrique Ortega García, en representación de Peña Ciclista “l’Aire”.
- Xavier Tormos Beltrán (titular) y Juan Vicente Orihuel Miravalls (suplente), en representación del Club d’Escacs.
- Pedro Romero Martínez (titular), en representación de la Sociedad Columbòfila.
- Juan Olaso Piera (titular) y Sandalio Pastor Cavero (suplente), en representación del Club de Pesca.
- Valentín Alarcos Cárcel (titular), en representación del Club de Fútbol.
- José Martínez Martínez (titular) y Santiago Alarcos Cárcel (suplente), en representación de la Agrupación Local del Partido Popular de Benimodo.
- Eugenio Machí Buades (titular), Enrique Ortega García (suplente) y Hermelina Puig Galdón (suplente), en representación del Grupo Socialista de Benimodo.
- Antonio Carmona García (titular) y Javier Terol Ferrer (suplente), en representación de la Agrupación de Izquierdas de Benimodo.

#### Consejo municipal de política social.
Miembros:
- Marisa Tortosa Usina (titular) y Càndida Machí Machí (suplente), en representación de la asociación Cáritas parroquial.
- Juan Reig Martínez (titular), en representación de la asociación de Jubilados y Pensionistas.
- Felicitar López Robles (titular), en representación de la asociación Manos Unidas.
- Mónica Navasquillo Martínez (titular) y Milagros de la Guia Escribano (suplente), en representación de la asociación de Amas de Casa.
- Lorena Machí Conejero (titular) y Jesús Arenes Navarro (suplente), en representación de la Agrupación Local del Partido Popular.
- Concepción Miravalls Caspo (titular) y Hermelina Puig Galdón (suplente), en representación del Grupo Socialista de Benimodo.
- Eva Buades Martínez (titular) y Javier Machí Ortiz (suplente), en representación de la Agrupación de Izquierdas de Benimodo.

## Patrimonio
- Iglesia parroquial. La iglesia parroquial está dedicada a la Purísima Concepción. Se comenzó a construir en 1574 sobre una antigua mezquita, pero en el asalto de julio de 1936 fue completamente destruida, a excepción de la imagen de la Purísima Concepción.

### Edificios de interés
- Molino de arroz: edificio de arquitectura industrial del siglo XX, donde se almacenaba, molía y empaquetaba el arroz.
- Arquitectura popular: destacan las casas más antiguas del pueblo, en especial por sus ventanas y su decoración.
- Torreta de la llum: torre transformadora de luz construida en el primer tercio del siglo XX.
- Casa de máquinas de Ressalany: edificio de la década de 1930, encargado de elevar agua del nacimiento del río Verde para el riego.
- Cementerio: inaugurado en 1924.
- Casa de la Sénia: casa de campo construida en el siglo XVIII.
- Casa Grande: data del siglo XVII y se sitúa en la plaza Mayor.
- Casas de estilo modernista: destacan por su decoración y se pueden encontrar en algunas de las calles más importantes del municipio.

#### Hermanamientos:
- Madrigal de las Altas Torres (España, desde 2016)
- Barranquilla (Colombia, desde 2001)

### Yacimientos arqueológicos
- Poblat de El Puntal del Barranc de les Coves: en uno de los meandros que se forma en el curso del Barranc de les Coves, se identificó en los años 80 un poblado del Bronce inicial (1800-1600 a. C.). Este poblado reúne características propias de los asentamientos del Bronce valenciano, ya que se encuentra en un punto no muy elevado desde el que se controla un amplio territorio.
- Puntal del Barranc de les Coves: se encuentra junto al poblado del Bronce antes mencionado.
- Coves del Truig:[9] se localizan frente al poblado de El Puntal del Barranc de les Coves. Este yacimiento pertenece al Bronce pleno (1600-1200 a. C.). Actualmente, parte de los materiales encontrados aquí se pueden ver en Museo municipal de Alzira.
- Yacimiento romano de L’Alteró de la Sénia: es un yacimiento de época romana (del siglo I d. C.), según aseguran los materiales encontrados en su superficie.
- Yacimiento Alquería Islámica de Benimodo: es uno de los yacimientos más importantes para el municipio, ya que el origen de Benimodo se remonta a la época Islámica.

## Cultura

### Fiestas locales
Las fiestas mayores de Benimodo se celebran del 22 al 25 de agosto, en honor a sus patrones: San Felipe Benicio, San Bernardo Mártir y la Divina Aurora. A mediados de septiembre se celebra la popular fiesta de los “bous al carrer”.
También cabe destacar otras fiestas, como la Hoguera de San Antonio, las Fallas (organizadas por la Comisión Fallera Local), la Semana Santa, la Pascua, la procesión del Corpus o las paellas del 1 de mayo, al igual que las fiestas organizadas en honor a Santa Cecilia, de carácter cultural.

### Gastronomía
El arroz es la base de la gastronomía de Benimodo, y la paella, el arroz caldoso y el arroz al horno son los platos más tradicionales. Otro plato característico es el gazpacho, fruto de la influencia manchega.
En lo que se refiere a los postres, destacan aquellos hechos con productos de la tierra, como la naranja y una amplia variedad de frutas. También cabe mencionar los buñuelos y la calabaza.

### Personajes célebres[10]

#### Rafael Armengol
Es un pintor nacido en Benimodo en 1940. Entre sus obras destacan: “Sèrie Honors a la Guerra” (1970) y “Sèrie Sobrealimentació” (1980).

#### José María Ots Capdequí[11]
Historiador nacido en Valencia en 1893. Vivió en Benimodo y murió allí en 1975. Fue Catedrático de Historia del Derecho en varias universidades y también vivió varios años en América, como consecuencia de la Guerra Civil.

### Asociaciones[12]
- Club Atletismo Benimodo.[13] (participantes en carreras como la media maratón, los 10K Benimodo y la Volta a Peu).
- Big Band[14](club de jazz fundado en 2006).
- Cofradía del Santo Sepulcro[15] (fundada en 2010).
- Coral Polifónica de Benimodo[16] (organización musical formada en 1986).
- U.D. Benimodo[17] (equipo de fútbol del municipio).
- Unión musical de Benimodo[18](asociación musical surgida en el siglo XIX).